# Alfred Edgar Wasastjerna
Alfred Edgar Wasastjerna, född den 5 juni 1821 i Malax (finska Maalahti) i Svenska Österbotten i Storfurstendömet Finland, död den 23 april 1906 på Gumböle gård i Esbo i Nyland i Finland, var en finländsk överingenjör och lantdagsman.
Han var son till kontorsskrivaren Johan Jakob Falander, från 1808 adlad Wasastjerna, och Katarina Kristina Bange. Han gifte sig 1857 med Maria Adelaide Boij (död  1908). De hade barnen Emelie Adelaide, Carl Alfred, Sigrid Maria, Osvald Severin, Uno Alfons och Knut Wasastjerna.
Alfred Edgar Wasastjerna avlade studentexamen i Helsingfors 1837 och i Uppsala 1840. Han studerade vid Bergsskolan i Falun 1843–1844. Han arbetade som nivellör vid konstruktionen av Saima kanal 1845, som tillförordnad arbetsledare 1846 och ordinarie 1847. Wasastjerna var löjtnant vid Ingenjörskåren för väg- och vattenkommunikationerna 1848, stabskapten 1857, kapten 1858 och utnämndes till överstelöjtnant 1862. Han utnämndes till distriktsingenjör i Tammerfors distrikt 1867. Han omplacerades till civil tjänst som överingenjör och ledamot vid Överstyrelsen för väg- och vattenkommunikationerna i Helsingfors 1870. Wasastjerna lämnade denna tjänst 1881.
Han deltog som lantdagsledamot vid riksdagarna 1877–1878 och 1885 som representant för Ridderskapet och adeln.